# 상주군 (선거구)
상주군은 대한민국의 옛 국회의원 선거구이다. 당시 경상북도 상주군 지역을 관할했다.

## 역사
제6대 국회의원 선거를 앞두고 상주군 갑 선거구와 상주군 을 선거구가 통합되면서 신설되었다.
제9대 국회의원 선거를 앞두고 김천시·금릉군 선거구와 통합되면서 김천시·금릉군·상주군 선거구를 이루게 됨에 따라 폐지되었다.

## 역대 국회의원
| 선거   | 정당 | 정당       | 의원   |
| ------ | ---- | ---------- | ------ |
| 1963년 |      | 민주공화당 | 김정근 |
| 1967년 |      | 민주공화당 | 김천수 |
| 1971년 |      | 민주공화당 | 김인   |

## 역대 선거 결과

### 대한민국 제6대 국회의원 선거
|  | 35.49% |

|  | 26.39% |

|  | 19.43% |

|  | 9.49% |

|  | 9.17% |

### 대한민국 제7대 국회의원 선거
|  | 56.71% |

|  | 25.64% |

|  | 10.63% |

|  | 4.48% |

|  | 2.52% |

|  | 0% |

### 대한민국 제8대 국회의원 선거
|  | 65.80% |

|  | 17.83% |

|  | 16.36% |